# BC Techasas Panevėžys
El  BC Lietkabelis Panevežys és un club de bàsquet de la ciutat de Panevėžys a Lituània.

## Història
Evolució del nom:
- Lietkabelis (1993-1996)
- Kalnapilis (1996-2000)
- Preventa-Malsena (2000-2002)
- Malsena (2002-2003)
- Aukštaitija (2003-2004)
- Panevėžys (2004-2007)
- Techasas (2007)